# Enigmapercis
Enigmapercis es un género de peces actinopeterigios marinos, distribuidos por aguas del océano Pacífico y del océano Índico, de hábitat tipo demersal.

## Especies
Existen solamente dos especies reconocidas en este género:
- Enigmapercis acutirostris Parin, 1990
- Enigmapercis reducta Whitley, 1936